# Jabłonów (województwo dolnośląskie)
Jabłonów – wieś w Polsce położona w województwie dolnośląskim, w powiecie polkowickim, w gminie Chocianów.

## Podział administracyjny
W latach 1975–1998 miejscowość administracyjnie należała do województwa legnickiego.

## Demografia
Według Narodowego Spisu Powszechnego (III 2011 r.) liczył 98 mieszkańców. Jest najmniejszą miejscowością gminy Chocianów.